# Nakama
Nakama è una città giapponese della prefettura di Fukuoka.